# Pidonia mitis
Pidonia mitis är en skalbaggsart som beskrevs av Holzschuh 1992. Pidonia mitis ingår i släktet Pidonia och familjen långhorningar. Inga underarter finns listade i Catalogue of Life.